# Себеш
Себеш (на румънски: Sebeș; на унгарски: Szászsebes, Сасшебеш на немски: Mühlbach, Мюлбах) е град в Румъния. Намира се в централната част на страната (демографски регион Център), в историческата област Трансилвания (Ардял). Себеш е третият по важност град в окръг Алба. Според преброяване на населението от 2002 г. Себеш има 29 225 жители.

## Природни особености
Град Себеш се намира в средната част на историческата област Трансилвания, на около 115 км южно от Клуж-Напока. Себеш се намира в средните котловини на Трансилвания, близо до река Муреш.

## Население
Румънците представляват по-голямата част от населението на Себеш (90%). Съществуват циганско (7%) и германско (1,5%) малцинство. Някога голямото германско население е изселено в средата на XX век.

## Галерия
- Православна църква
- Кметството
- Градска гимназия
- Римокатолическа църква